# Alexander Sergejewitsch Samedow
Alexander Sergejewitsch Samedow (russisch Александр Серге́евич Самедов; englisch Aleksandr Samedov; aserbaidschanisch Aleksandr Səmədov; * 19. Juli 1984 in Moskau, UdSSR) ist ein ehemaliger russischer Fußballspieler, der auch die aserbaidschanische Staatsbürgerschaft besitzt. Der Mittelfeldspieler spielte 53-mal für die russische Nationalmannschaft und verbrachte den Großteil seiner Vereinskarriere bei Moskauer Mannschaften.

## Karriere

### Vereine
Samedow rückte im Jahr 2001 bei Spartak Moskau von der Jugend zur zweiten Mannschaft auf. Für diese spielte er insgesamt 58-mal in der viertklassigen Amateurliga und erzielte sechs Tore. In der Spielzeit 2002/03 gewann Samedow als Teil des Profikaders den russischen Pokal. Im Frühjahr 2002 kam er in der 3. Runde des UEFA Cup zu zwei Einsätzen gegen den RCD Mallorca und erzielte im Rückspiel das Tor zum 1:0-Endstand. Zur Saison 2005 wechselte Samedow zum FC Lokomotive Moskau, mit dem er in der Spielzeit 2006/07 den Pokal gewann. Die Spielzeiten 2008 bis 2009 spielte er zwei Jahre für den FK Moskau und kam in dieser Zeit zu 44 Ligaeinsätzen mit sieben Torerfolgen. Anschließend ging er zum FK Dynamo Moskau. Seit 2012 spielt Samedow wieder für Lokomotive Moskau. Mit dem Verein gewann er in der Saison 2014/15 zum dritten Mal den Pokal und spielte somit in der Spielzeit 2015/16 in der Europa League. Dort kam Samedow in allen acht Spielen seiner Mannschaft, die im Sechzehntelfinale an Fenerbahçe Istanbul scheiterte, zum Einsatz und erzielte fünf Tore. Im Januar 2017 kehrte Samedow zu Spartak Moskau zurück und gewann mit dem Verein am Saisonende seine erste Meisterschaft. Seine letzte Profi-Karrierestation war von Januar bis Juli 2019 bei Krylja Sowetow Samara.

### Nationalmannschaft
Nachdem Samedow bereits von 2004 bis 2005 zu 13 Einsätzen mit zwei Torerfolgen für die russische U21-Auswahl gekommen war, debütierte er am 7. Oktober 2011 beim 1:0-Sieg in der Slowakei zu seinem A-Länderspieldebüt. Am 6. September 2013 erzielte er gegen Luxemburg sein erstes Länderspieltor zum 4:1-Endstand. Für die Weltmeisterschaft 2014 in Brasilien wurde er in den russischen Kader berufen. Er stand in den drei Gruppenspielen gegen Südkorea, Belgien und Algerien jeweils in der Startelf, konnte das Ausscheiden seiner Mannschaft jedoch nicht verhindern.
Für die Europameisterschaft 2016 in Frankreich wurde Samedow von Nationaltrainer Leonid Sluzki erneut in den Kader seines Heimatlandes berufen. Im Turnier kam er einmal, bei der 0:3-Niederlage im letzten Gruppenspiel gegen Wales, zum Einsatz und schied mit seiner Mannschaft als Gruppenletzter aus. Für den Confederations Cup 2017 sowie die Weltmeisterschaft 2018 im eigenen Land wurde Samedow jeweils in den russischen Kader berufen. Bei der WM kam Samedow in allen fünf Spielern seiner Mannschaft zum Einsatz, die im Viertelfinale im Elfmeterschießen an Kroatien scheiterte. Im Anschluss trat er als Nationalspieler zurück.

## Erfolge
Spartak Moskau
- Russischer Pokalsieger: 2003
- Russischer Meister: 2017

Lokomotive Moskau
- Russischer Pokalsieger: 2007, 2015